# Costa Rica EC
Costa Rica EC is een Braziliaanse voetbalclub uit Costa Rica in de staat Mato Grosso do Sul.

## Geschiedenis
De club werd opgericht in 2004. Twee jaar later promoveerden ze naar de hoogste klasse van het Campeonato Sul-Mato-Grossense. Na een seizoen in de middenmoot deden ze het in 2008 goed door zich bij de laatste vier te scharen. In de laatste groepsfase werden ze derde. De volgende twee jaar eindigden ze in de middenmoot. Nadat ze twee jaar niet aan de profcompetitie deelnamen speelde de club in 2013 weer in de tweede klasse en werd daar tweede achter Ubiratan en promoveerde. In 2014 werd de club dan groepswinnaar en verloor in de tweede fase van Ivinhema. In 2015 eindigde de club gedeeld eerste in de groepsfase en verloor dan van Naviraiense. Ook in 2016 was de tweede ronde het eindstation. Deze keer was Corumbaense de boosdoener. In 2021 werd de club voor het eerst staatskampioen. Hierdoor mocht de club in 2022 deelnemen aan de Copa do Brasil en Série D.

## Erelijst
Campeonato Sul-Mato-Grossense
2021